# Korenjaševke
Korenjaševke (lat. Rhizophoraceae), biljna porodica iz reda Malpighiales koja je raširena po muljevitim i močvarnim obalama uz tropska mora. To je drvenasto bilje čiji je najvažniji rod je mangrove ili rizofora (Rhizophora), po kojem porodica dobiva ime, kao i rodovi Bruguiera i Ceriops na obalama Indijskog oceana.
Šume mangrova su dom za mnoge životinjske vrste, ribe, majmune, ptice, zmije i rakove. 

## Opis
Rhizophoraceae, ili porodica mangrova, sadrži 16 rodova i 149 vrsta drveća koje raste u tropima. Tri mala roda, Rhizophora, Kandelia i Bruguiera, su biljke mangrova i sve rastu u području jugoistočne Azije – Malezije, ali samo je Rhizophora pantropska. Cassipourea (62 vrste), porijeklom iz Afrike, Amerike i Šri Lanke, Carallia (10 vrsta), porijeklom od Madagaskara do Australije, i drugi članovi porodice rastu u tropskim šumama.
Rhizophoraceae imaju nasuprotne listove i velike stipule, a često imaju i zračno korijenje. Latice su često režnjeve i dlakave ili s vrlo uskim dodacima. Ovarij je više ili manje inferioran. Sjemenke mangrova imaju malo endosperma i živorodne su - to jest, prerano klijaju dok su još na matičnoj biljci. Vrlo je karakterističan dugi zašiljeni korijen sadnice koji visi sa stabala. Međutim, manje specijalizirane Rhizophoraceae imaju plodove u obliku kapsule sa sjemenkama arilata.
Glavna važnost porodice je ekološka, jer mangrove čine gustu vegetaciju duž obale i u estuarijima u tropima koja štiti zemlju od erozije i utjecaja tropskih oluja. Kora mangrove koristi se u štavljenju, a drvo se koristi za celulozu i u građevinarstvu.

## Triusi i rodovi
Sistematski je ova porodica podijeljena na 15 rodova s preko 140 vrsta:
1. Gynotrocheae Rchb.
  1. Carallia Roxb. ,15 vrsta
  2. Crossostylis J.R.Forst. & G.Forst., 13 vrsta
  3. Gynotroches Blume, 1 vrsta
  4. Pellacalyx Korth., 8 vrsta
2. Macarisieae Baill.
  1. Anopyxis (Pierre) Engl., 1 vrsta
  2. Blepharistemma Wall. ex Benth., 1 vrsta
  3. Cassipourea Aubl., 72 vrste
  4. Comiphyton Floret, 1 vrsta
  5. Macarisia Thouars, 7 vrsta
  6. Sterigmapetalum Kuhlm., 9 vrsta
3. Rhizophoreae Bartl.
  1. Bruguiera Lam., 5 vrsta
  2. Ceriops Arn., 5 vrsta
  3. Kandelia Wight & Arn., 2 vrste
  4. Rhizophora L., 6 vrsta
4. Paradrypetes Kuhlm., 2 vrste; tribus nepoznat